# Stuff – Ein tödlicher Leckerbissen
Stuff – Ein tödlicher Leckerbissen (Originaltitel The Stuff) ist ein US-amerikanischer Horror/Komödie/Science-Fiction aus dem Jahr 1985. Filmemacher Larry Cohen schrieb das Drehbuch, führte Regie und produzierte den Film. Der Film erschien nicht in deutschen Kinos und wurde im März 1987 auf Video veröffentlicht.

## Handlung
Ein Bergmann findet eine schleimige weiße, jogurt- bzw. eiscremeähnliche Substanz, die sehr angenehm süßlich und interessant schmeckt. Schnell wird die mysteriöse Speise in den Markt eingeführt, wo es durch die massive Werbung zum letzten Schrei und luxuriösen Dessert wird. David „Mo“, ein Industriespion, wird angeheuert, um die Formel der weißen Masse ausfindig zu machen und macht eine schreckliche Entdeckung: Diejenigen, die die aus der Erde entsprungene Substanz essen, werden in zombieartige Wesen umgewandelt, die von innen aufgefressen werden.

## Kritik
Es handle sich um einen „abwegige(n) Gruselfilm, gedacht für ein jugendliches Publikum“, befand das Lexikon des internationalen Films. Richard F. Shepard befand in der New York Times, es „sei kein Zeichentrickfilm, aber funktioniere wie einer und sei meist amüsant und manchmal, wenn auch zu selten, urkomisch“.